# Snookersäsongen 2003/2004
Snookersäsongen 2003/2004 behandlar säsongen för de professionella spelarna i snooker.

## Nyheter
Förbudet mot tobaksreklam i Storbritannien slog hårt mot snookern: De klassiska turneringarna Scottish Masters och Scottish Open, sponsrade av Regal, lades ned till denna säsong (Scottish Open bytte visserligen namn till The Players Championship men lades sedan ned). Likaledes nedlagt blev Benson & Hedges Championship, en kvaltävling till Masters spelades dock, men inte under detta namn. Masters lades alltså inte ned, men fick släppa sponsorsnamnet Benson & Hedges, och någon ny sponsor hittade man inte förrän till nästa säsong. Även Welsh Open förlorade sitt sponsorsnamn (Regal).
Den enda turneriningen som fick ett par års dispens för tobaksreklamen var VM, som alltså även fortsättningsvis kallades Embassy. Det skulle dock inte dröja länge (2006) innan även VM fick byta namn och sponsor.
Sexfaldige VM-finalisten Jimmy White gjorde sin sista riktigt bra säsong, där han bland annat gick till final i European Open och vann The Players Championship, hans första rankingtitel på 12 år!

## Tävlingskalendern
| Inbjudningsturneringar |
| Rankingturneringar     |

| År   | Datum            | Turnering                | Plats              | Vinnare           | Finalist          | Resultat |
| ---- | ---------------- | ------------------------ | ------------------ | ----------------- | ----------------- | -------- |
| 2003 | 4-12 oktober     | LG Cup                   | Preston, England   | Mark Williams     | John Higgins      | 9-5      |
| 2003 | 8-16 november    | British Open             | Brighton, England  | Stephen Hendry    | Ronnie O'Sullivan | 9-6      |
| 2003 | 18-30 november   | UK Championship          | York, England      | Matthew Stevens   | Stephen Hendry    | 10-9     |
| 2004 | 19-25 januari    | Welsh Open               | Cardiff, Wales     | Ronnie O'Sullivan | Steve Davis       | 9-8      |
| 2004 | 1-8 februari     | Masters                  | London, England    | Paul Hunter       | Ronnie O'Sullivan | 10-9     |
| 2004 | 1-6 mars         | European Open            | Portomaso, Malta   | Stephen Maguire   | Jimmy White       | 9-3      |
| 2004 | 13-14 maj        | Premier League Slutspel  | Colwyn Bay, Wales  | Stephen Hendry    | John Higgins      | 9-6      |
| 2004 | 23-28 mars       | Irish Masters            | Dublin, Irland     | Peter Ebdon       | Mark King         | 10-7     |
| 2004 | 5-13 april       | The Players Championship | Glasgow, Skottland | Jimmy White       | Paul Hunter       | 9-7      |
| 2004 | 17 april - 3 maj | VM i snooker             | Sheffield, England | Ronnie O'Sullivan | Graeme Dott       | 18-8     |